# Montastruc de Salias
Montastruc de Salias (francès Montastruc-de-Salies) és un municipi del departament francès de l'Alta Garona, a la regió d'Occitània.